# Chynna Clugston

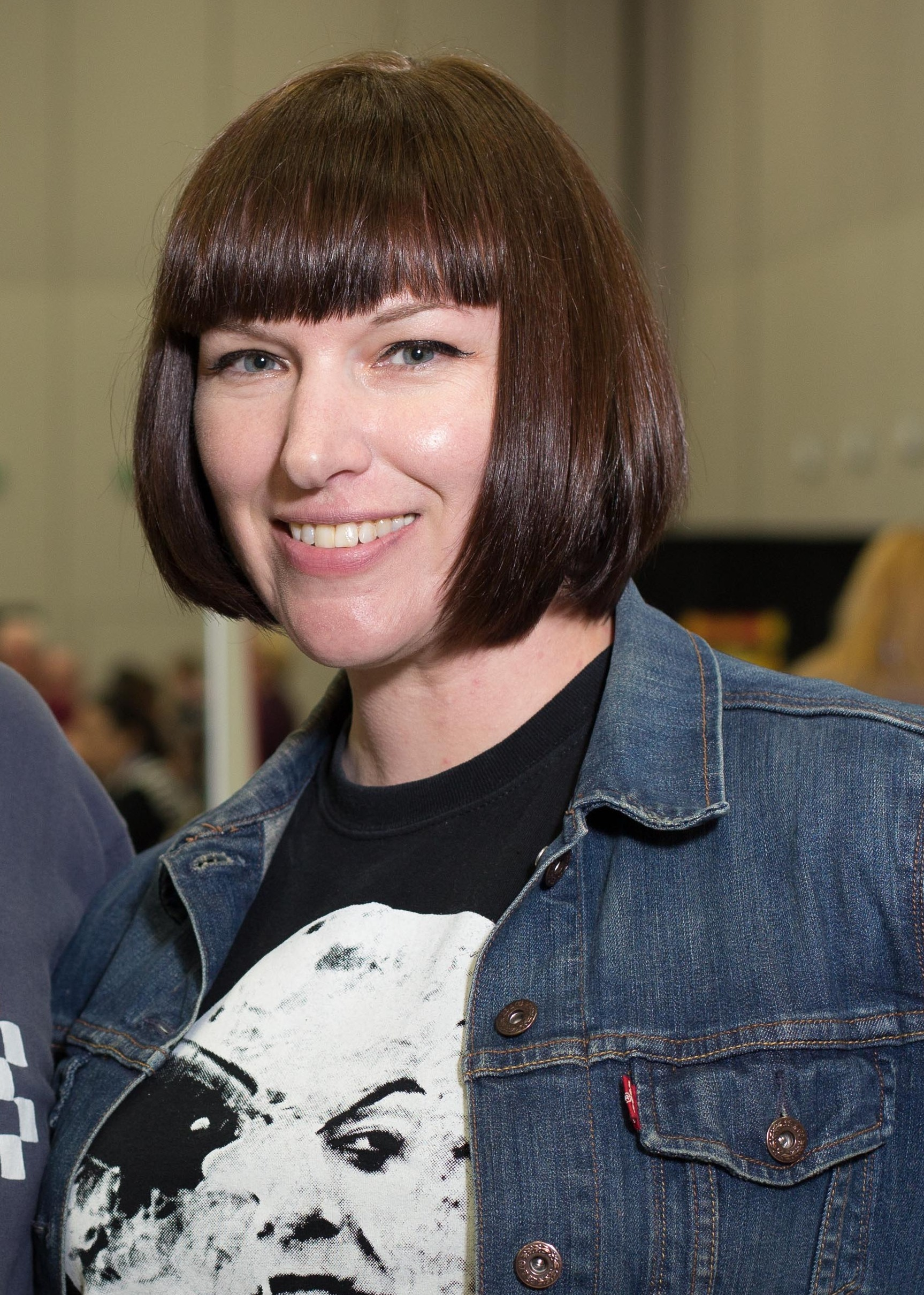
Chynna Clugston, 2013

Chynna Clugston (* 19. August 1975 in Fresno, Kalifornien) ist eine US-amerikanische Comicautorin. Sie wurde bislang dreimal für den Eisner Award, einmal für den Harvey Award und einmal für den Preis Lulu of the Year nominiert.
Sie begann ihre Karriere als Chynna Clugston-Major, bevor sie sich von Guy Major, einem Coloristen und Toner vieler ihrer Bücher, scheiden ließ. Halloween 2005 heiratete sie ihren Freund John Flores.
Während sie die Highschool in Oakhurst, Kalifornien besuchte, arbeitete sie ihrem ersten Comictitel Blue Monday, der 2001 bei Oni Press mit der Miniserie Blue Monday: The Kids Are Alright debütierte.

## Arbeiten (Auswahl)
- Blue Monday
- Scooter Girl, Geschichte zweier Mods in Kalifornien. Oni Press (2003), ISBN 1929998880.
- Hopeless Savages – Clugston illustrierte die Flashbackszenen. Oni Press (2001), ISBN 1929998244.
- Ultimate Marvel Team-Up #11, eine Geschichte über Peter Parker, der in einer Einkaufsmeile auf die Ultimate X-Men trifft.
- Fate, eine in den 20ern spielende romantische Kurzgeschichte in der Anthologie Four Letter Worlds. Image Comics (2005), ISBN 1582404399.
- Queen Bee, ein Schuldrama. graphix/Scholastic Press (2005), ISBN 0439709873.